# Acanthobrama centisquama
Acanthobrama centisquama là một loài cá vây tia thuộc họ Cyprinidae. Loài này có ở sông ngòi ở Syria và Thổ Nhĩ Kỳ. Chúng hiện đang bị đe dọa vì mất môi trường sống.